# Barndommens gade
 For alternative betydninger, se Barndommens gade (flertydig). (Se også artikler, som begynder med Barndommens gade)
Barndommens gade er en roman fra 1943 skrevet af Tove Ditlevsen.
Romanen handler om Ester, hendes familie og om de fattige kår på Vesterbro i de tidlige 1930'erne. Vi følger situationer i Esters barndom, både når hun er glad sammen med sin veninde Lisa, og når hun er bange for manden med det røde skæg. 
En københavnsk baggårdspiges tidligste ungdom beskrevet på godt og ondt og skildret med både varme og indlevelse helt frem i Esters voksenliv.
Romanen blev filmatiseret i 1986. Samme år blev Tove Ditlevsens kendte digt af samme navn omskrevet af Anne Linnet, som også lavede musik dertil. Digtet Barndommens Gade blev skrevet i 1942, men romanen er ikke direkte skrevet i sammenhæng med digtet.
Bogen er blevet bearbejdet flere gange.